# 浜学園Webスクール
浜学園Webスクールは、浜学園がNTTグループと協力して2010年より開講した通信教育である。

## 概要
浜学園Webスクールは浜学園が運営する講義映像を活用した通信教育である。通塾の再現を謳い、対象学年は小1〜小6、対象教科は算数・国語・理科・社会である。通塾のおおよその半額の価格でもって提供され、2011年には浜学園の最難関中学校受験指導を目的とした最高レベル特訓にも対応している。開発者はリビング学習推奨者であり、浜学園シラベテの開発者でもある現メディアオーパスプラスの圓林真吾である。

## 理念
浜学園Webスクールは、次の理念を掲げている。
- 理念
  1. 最高水準の学習環境を自宅に届ける
  2. 生活スタイルにあわせて最適な学習環境を届ける
  3. 一人ひとりにあわせた最適な学習環境を届ける
  4. 明日のために、教育の格差に挑戦する

## 学習システム
進学教室浜学園の通塾を自宅に再現することを目標としている。

## テクノロジー
浜学園Webスクールの講義映像は、日本電気と浜学園が独自に開発した映像生成技術で浜学園の講義を映像化し、NTTラーニングシステムズの提供するELNOと西日本電信電話（NTT西日本）の子会社であるNTTスマートコネクトのネットワークによって配信される仕組みである。この仕組みは、2013年に小学館、浜学園、NTTラーニングシステムズ、西日本電信電話（NTT西日本）の4社協業事業の通信教育テレビドラゼミにも提供されているほか、NTTスマートコネクト、西日本電信電話、NTTラーニングシステムズ 、浜学園との4社協業による光Webスクールでも提供されている。現在では、ELNOではなくコンバインのLMSが採用され、映像制作配信、技術的支援はメディアオーパスプラスが担っている。Windowsを搭載したPC、OSXを搭載したMacintosh、iOSを搭載したiPad、iPad mini、Androidを搭載したタブレットに対応している。

## テキスト・テスト
浜学園Webスクールは、通塾と同一のテキスト・テストを提供すると同時に、テキストでの全問解説講義映像や、浜学園シラベテ、実力テストである公開学力テストの解説講義を提供している。

## 啓蒙
浜学園Webスクールは、eラーニングの普及には欠かせないとして西日本電信電話（NTT西日本）との協業関係の一環として光ファイバーの啓蒙を行うと同時に、デジタルアーツと協業し、インターネットのリテラシー向上の一環としてフィルタリングを軸とした啓蒙を行っている。

## 塾の進化
塾の進化において、圓林は浜学園Webスクールを例にしながら「実際の授業のみを提供する従来の塾を“バージョン1.0”、授業にeラーニングを組み合わせた浜学園の今の姿を“バージョン2.0”とすると、塾生ひとり一人の“声”に対応する、つまり、コンピュータを介して各自の課題に細やかに対応するといった、よりハイレベルの“バージョン3.0”へのレベルアップが必要」と主張している。